# Geolycosa dunini
Geolycosa dunini este o specie de păianjeni din genul Geolycosa, familia Lycosidae, descrisă de Alexander A. Zyuzin și Dmitri Viktorovich Logunov în anul 2000. Conform Catalogue of Life specia Geolycosa dunini nu are subspecii cunoscute.